# Russas
Russas é um município do nordeste brasileiro do estado do Ceará, localizado mais especificamente na região do Vale do Jaguaribe. Conhecida como a "Terra da Laranja" e "Terra de Dom Lino", Russas é referencial político-administrativo e sedia muitos órgãos estaduais, como o 1º Batalhão de Policia Militar, a CREDE-10, a Perícia Forense (PEFOCE/IML), Célula de Execução da Administração Tributária da Secretaria da Fazenda do Ceará (SEFAZ), Junta Comercial Regional, 4ª Zona Judiciária, DETRAN, Delegacia Regional de Polícia Civil e a Célula de Saúde Estadual, e órgãos federais, como Polícia Rodoviária Federal, Receita Federal, INSS, Caixa Econômica Federal, Banco do Brasil, DNIT, Campus da Universidade Federal do Ceará, subestação da CHESF e da 9ª Zona Eleitoral.
Município mais populoso do Baixo Jaguaribe, Russas é um polo econômico com o crescente desenvolvimento de seus serviços, de expansão de suas indústrias, do comércio, do agronegócio e do ensino superior, o que ratifica sua condição de cidade polo da região. Segundo estimativa do IBGE 2024, o Município conta com 74.582 habitantes.

## Etimologia
O topônimo Russas tem sido alvo de notável debate entre os principais estudiosos do Ceará. Podendo ter sido originado pela:
- Grande quantidade de grandes pedras na "cor ruça" (tom entre marrom e avermelhado, pardo) que se localizavam à meia légua do povoamento inicial. Essas pedras foram extintas por conta do seu uso nos primeiros calçamentos. É a versão segundo historiadores como Milet de Saint-Adolphe ("Dicionário Geográfico", 1845), Padre Aires de Casal ("Corografia", 1817), Luiz dos Santos Vilhena ("Recopilação de notícias soteropolitanas e brasílicas", 1802) e mais recentemente Limério da Rocha (2001).
- Cor das éguas de um velho fazendeiro chamado Zacarias do Pedro Ribeiro nos primeiros anos do povoamento, que possuía cobiçadas e vistosas éguas de cor ruça. Os animais se destacavam pela uniformidade de sua cor encarnada, sendo batizadas de éguas russas (embranquecidas). Essa história é contada por parte da população.
- Existência local de algumas pedras brancas de granito, com partes pintadas de tinta vermelha. Vistas de longe, se assemelham às éguas russas. Esta é a versão segundo o historiador Antônio Bezerra ("Algumas Origens do Ceará", 1918).

Originalmente chamou-se Santo Antônio do Ouvidor, depois Sítio Igreja das Russas, São Bernardo do Governador, São Bernardo de Russas e desde 1938, Russas.

## História
Russas é uma das únicas cidades do sertão brasileiro que originou-se de fortificação militar. Localiza-se dentro do então território dos índios Potiguara, Paiacu, Tapairiu, Panati, Ico, Ariu.
A região começou a ser colonizada por Portugueses e seus descendentes oriundos da Bahia e Pernambuco em meados de 1690.
No século XVII os índios da região fizeram grande resistência à invasão dos portugueses e suas iniciativas econômicas. Era a chamada Guerra dos Bárbaros. Diante deste cenário é construído em 1701, a primeira fortificação militar no sertão cearense, o Forte Real de São Francisco Xavier da Ribeira do Jaguaribe. Este núcleo militar, que segurava 150 currais de gado, demarcou oficialmente o início da povoação europeia em Russas. Depois a localidade consolidou-se como entreposto dos vaqueiros que traziam gado do interior para negociar no porto de Aracati, na época do ciclo da carne de charque. Esses e outros visitantes que passavam pela cidade viam de longe pedras de cor ruça e criaram o a expressão terra das pedras ruças ou terra das éguas ruças.
A Igreja Matriz de Nossa Senhora do Rosário começou a ser construída em 1707, por doação de sesmaria, sendo o templo mais antigo construído no Estado. O Rei de Portugal encarregou da definição do terreno o desembargador Cristóvão Soares Reimão. Este demarcou as terras perto do antigo Forte que sucumbiu ao tempo e aos ataques dos indígenas jaguaribanos, que foram desaparecendo ou sendo assimilados nas fazendas de criação de animais.
Desde o século XVIII a população da ribeira do jaguaribe aspirava por autonomia política. A 15 de junho de 1801, o governador da Capitania do Ceará, Bernardo Manuel de Vasconcelos, ordenou ao ouvidor Manuel Leocádio Rademaker que transformasse em Vila a povoação de Sítio Igreja das Russas ou Freguesia de Nossa Senhora do Rosário das Russas, que passou a ser conhecida como Vila de São Bernardo do Governador (posteriormente São Bernardo das Russas). A Vila foi instalada em 6 de agosto daquele ano, desmembrando-se da recém-criada Vila de Aracati e fazendo divisa com a Vila do Icó e Capitania da Paraíba.
Instalada a Vila de São Bernardo do Governador, foram eleitos para os seguintes cargos:
- Juízes Ordinários (funções jurisdicionais e administrativas): Sargento-mor Francisco Xavier de Mattos Fontes e José Jacob de Freitas;
- Vereadores: Manoel Ferreira de Mendonça; Agostinho Vicente Colares; Simão Pita de Holanda e Porto;
- Juiz de Órfãos: Capitão-mor José Antônio de Souza Galvão;
- Procurador: Manoel Dionísio de Araújo.
A cidade teve, contudo, a primeira oportunidade de ser elevada à vila em 1766, durante o governo do ministro português Sebastião José de Carvalho e Melo, o Marquês de Pombal.
No início do Século XIX, as Vilas de Icó, Aquiraz e São Bernardo das Russas eram as mais ricas do Ceará. A cidade logo se tornaria uma cidade-polo. Assim foi primeiramente o núcleo militar com a Fortaleza de São Francisco Xavier que protegia 150 currais(ou fazendas), centro religioso (com a construção da Matriz de Nossa Senhora do Rosário de Russas e criação da freguesia). Depois centro econômico (com intenso comércio), político e administrativo cujo território englobaria atualmente cerca de 17 cidades.

### Lista dos intendentes e prefeitos de Russas
1. João Nogueira de Freitas Costa - 1893
2. José Honório Nogueira de Pontes - 1895
3. José Casimiro Delgado Perdigão - 1896
4. Francisco Ferreira de Araújo Lima - 1897
5. Francisco Honorato Rodrigues Lima - 1906
6. Francisco Ferreira de Araújo Lima - 1911
7. José Perdigão Sobrinho - 1912
8. Francisco Ferreira de Araújo Lima - 1914/1919
9. Felipe José Santiago de Lima - 1919/1921 (nomeado)
10. José Ramalho de Alarcon e Santiago - 1921/1929 (primeiro eleito por sufrágio direto)
11. João Maciel Pereira, de 1929 a 1930.
12. Coronel João Ivo Xavier - 1930/1933
13. Dr. Ezequiel Silva de Menezes - 16/1/1933-25/5/1935
14. Vicente Veloso - 02/06/1935-novembro/1937
15. Manuel Matoso Filho, de 1937 a 1945
16. Manuel Sales de Andrade - 1945 (quinze dias)
17. Carlos Pontes Santos Lima - 1945/1946
18. João Maciel Filho - 1946 (meses)
19. Coronel João Ivo Xavier - 1947
20. João de Deus, de 15 de março de 1947 a 15 de março de 1951
21. Raimundo Maciel Pereira, de 1951 a 195
22. Eliseu Ferreira Lima, de 25 de março de 1955 a 25 de março de 1959
23. Gerardo Matoso de Oliveira, de 25 de março de 1959 a 25 de março de 1963
24. João de Deus, (segundo mandato) de 25 de março de 1963 a 25 de março de 1967
25. José Martins de Santiago, de 25 de março de 1967 a 25 de março de 1971
26. Pedro Maia Rocha, de 25 de março de 1971 a 31 de março de 1973
27. Aurino Estácio de Sousa, de 31 de janeiro de 1973 a 31 de janeiro de 1977
28. José Martins de Santiago, de 31 de janeiro de 1977 a 31 de janeiro de 1982
29. Zilzo Leandro Evangelista, de 1 de fevereiro de 1983 a 31 de dezembro de 1988
30. Francisco de Assis Bezerra Nunes, de janeiro de 1989 a dezembro de 1992
31. Francisco Agaci Fernandes da Silva, de 1 de janeiro de 1993 a 31 de dezembro de 1996
32. Raimundo Weber de Araújo, de 1 de janeiro de 1997 a 31 de dezembro de 2004
33. Raimundo Cordeiro de Freitas, de 1 de janeiro de 2005 a 31 de dezembro de 2012
34. Raimundo Weber de Araújo, de 1 de janeiro de 2013 a 31 de dezembro de 2020
35. Sávio Gurgel Nogueira, de 1 de janeiro de 2021 até a atualidade.

## Geografia

### Clima
Tropical semiárido com pluviometria média de 824 mm com chuvas concentradas de janeiro a maio.
| Dados climatológicos para Russas | Dados climatológicos para Russas | Dados climatológicos para Russas | Dados climatológicos para Russas | Dados climatológicos para Russas | Dados climatológicos para Russas | Dados climatológicos para Russas | Dados climatológicos para Russas | Dados climatológicos para Russas | Dados climatológicos para Russas | Dados climatológicos para Russas | Dados climatológicos para Russas | Dados climatológicos para Russas | Dados climatológicos para Russas |
| Mês                              | Jan                              | Fev                              | Mar                              | Abr                              | Mai                              | Jun                              | Jul                              | Ago                              | Set                              | Out                              | Nov                              | Dez                              | Ano                              |
| -------------------------------- | -------------------------------- | -------------------------------- | -------------------------------- | -------------------------------- | -------------------------------- | -------------------------------- | -------------------------------- | -------------------------------- | -------------------------------- | -------------------------------- | -------------------------------- | -------------------------------- | -------------------------------- |
| Temperatura máxima média (°C)    | 33,4                             | 32,5                             | 31,2                             | 31,6                             | 31,4                             | 31,3                             | 31,8                             | 32,9                             | 33,5                             | 33,8                             | 33,9                             | 33,6                             | 32,6                             |
| Temperatura média (°C)           | 28,4                             | 27,8                             | 27,2                             | 27,4                             | 27,1                             | 26,6                             | 26,6                             | 27,2                             | 27,7                             | 28,1                             | 28,5                             | 28,3                             | 27,6                             |
| Temperatura mínima média (°C)    | 23,4                             | 23,2                             | 23,3                             | 23,2                             | 22,8                             | 22                               | 21,5                             | 21,5                             | 22                               | 22,5                             | 23,1                             | 23,1                             | 22,6                             |
| Precipitação (mm)                | 70                               | 102                              | 222                              | 210                              | 121                              | 53                               | 24                               | 4                                | 2                                | 0                                | 2                                | 14                               | 824                              |
| Fonte: Climate Data.             |                                  |                                  |                                  |                                  |                                  |                                  |                                  |                                  |                                  |                                  |                                  |                                  |                                  |

### Hidrografia e recursos hídricos
As principais fontes de água são o Rio Jaguaribe, os riachos de Araibu e Umburanas, o Córrego da Bananeira, a Lagoa da Caiçara, lagoa do Toco, Lagoa do Torão e os açudes da Altamira, do Santo Antônio e das Melancias.

### Relevo e solos
As terras de Russas são de várzea e não possuem grandes elevações, sendo as principais elevações os serrotes de Verde e da Serraria, na divisa com Morada Nova.[carece de fontes?]

### Vegetação
Composta por caatinga arbustiva aberta, floresta caducifólia espinhosa e mata ciliar com predomínio da carnaúba.[carece de fontes?]

## Localização
O centro histórico da cidade de Russas está situado geograficamente entre o Riacho Araibu, que é um afluente do Rio Jaguaribe, e a Lagoa da Caiçara.
Russas sempre foi ponto estratégico para o transporte de pessoas e mercadorias. Isso ocorreu inicialmente pela cidade ser afluente do Rio Jaguaribe. Também por ter no passado a Estrada Real do Jaguaribe no período colonial, depois estrada Transnordestina e hoje a BR 116 ou Rodovia Santos Dumont.

## Economia
Favorecida pelo fértil solo do Vale do Jaguaribe, Russas foi primeiramente palco do ciclo do gado, depois da cultura do algodão, posteriormente da extração da carnaúba e mais tarde do cultivo da laranja. Esta última lhe rendeu o título de "Terra da Laranja Doce", pois se criou uma verdadeira marca para a laranja da região, a "Laranja de Russas" nacionalmente conhecida. Atualmente, além da laranja, há cultivo de melancia, banana, goiaba, uva, dentre outras frutas para exportação. Na fruticultura local ocorreu um salto quantitativo e qualitativo com a expansão do Perímetro Irrigado Tabuleiro de Russas, um dos maiores do país. O comércio e a indústria também são grandes impulsionadores da economia local, tendo em vista que Russas conta com a presença de inúmeras cerâmicas, uma fábrica de calçados da Dakota Nordeste e empresas de grande porte se instalaram na cidade, como o Mix Mateus, que foi inaugurado em 2024 e possui uma área de vendas de 2.670 m²; a Agrocera, indústria de cera de carnaúba; e o Parque Solar Lagoinha, primeiro parque de energia solar greenfield desenvolvido pela CGN Brasil. Além disso, o Município conta com órgãos administrativos do governo federal (RF, PRF, DNIT e INSS) e estadual (DETRAN, SEFAZ, CREDE 10 e PEFOCE), que acaba aumentando o fluxo de pessoas residentes em outras cidades.

### Agricultura
Na área da agricultura, o Projeto Irrigado Chapadão de Russas foi criado para potencializar a economia e torná-la uma das mais prósperas do Nordeste. É o maior projeto irrigado do nordeste juntamente com perímetro irrigado do vale do São Francisco. O projeto tabuleiro de Russas possui 20 mil hectares de área irrigável.O Perímetro Irrigado Tabuleiros de Russas está localizado nos municípios de Russas, Limoeiro do Norte e
Morada Nova, mais precisamente no baixo vale do Jaguaribe, na chamada zona de Transição Norte dos Tabuleiros de Russas. A área é constituída por uma faixa contínua de terras agricultáveis ao longo da margem esquerda do Rio Jaguaribe, entre a cidade de Russas e a confluência do rio Banabuiú, região nordeste do
Estado do Ceará. São as seguintes, as suas coordenadas geográficas: latitude Sul 5o 37‟ 20”, longitude Oeste 38o 07‟ 08” e altitude de 81,50 m acima do nível do mar.
O acesso ao perímetro se dá pela BR-116, que margeia o limite leste da área e segue, paralela ao Rio
Jaguaribe, alcançando a cidade de Russas e Limoeiro do Norte.
A distância rodoviária do Perímetro Irrigado Tabuleiros de Russas: Porto do Pecém 210 km, Fortaleza 160 km; Recife 642 km; Salvador 1.197 km; Brasília 2.811 km, Rio de Janeiro 2.651 km e São Paulo 2.902 km.
Juntamente com o Perímetro de Irrigação Baixo Acaraú, é um dos perímetros públicos irrigados mais modernos do País, ainda em processo de formação.[carece de fontes?]

### Minas
Em suas terras registram-se a ocorrência dos minérios berilo, da mica, da ambligonita, do espodumênio, da petalita, do feldspato, da biotita, da pirolusita e da moscovita.[carece de fontes?]

### Indústria
Em Russas localizam-se cerca de uma centena de indústrias, das áreas de alimentos, gráficos, ceramistas, calçados, paramentos funerários, produtos de higiene, artesanato.[carece de fontes?]
A indústria da cerâmica (tijolos e telhas) e de calçados tem forte presença no município, a exemplo da Dakota Calçados.

### Turismo
Atrativos históricos/arquitetônicos urbanos

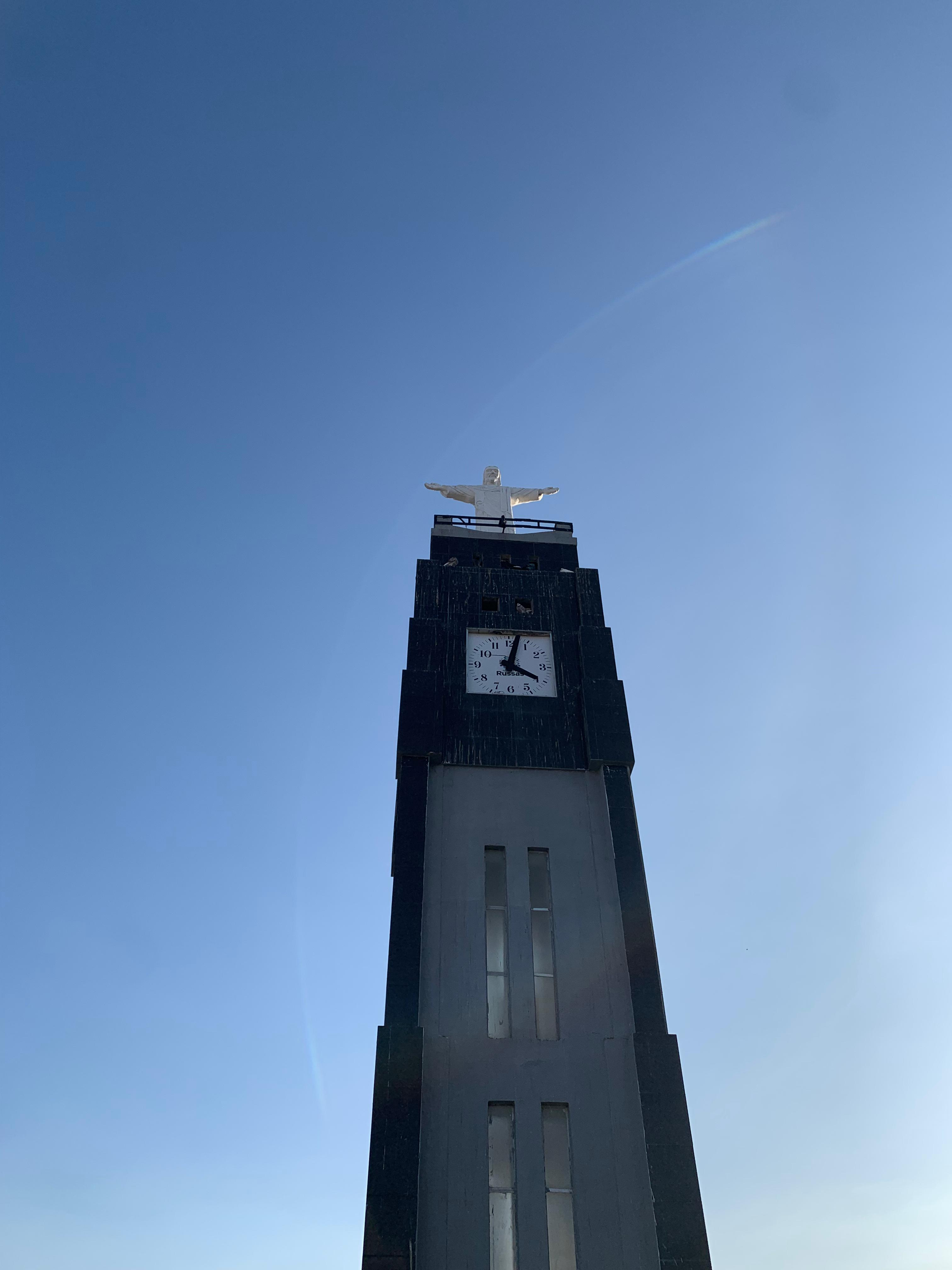
Coluna da Hora, localizada na Praça Monsenhor João Luiz

- Igreja Assembleia de Deus Templo Central (iniciada em 1971)
- Monumento aos pracinhas da FEB (força expedicionária brasileira)
- Monumento Obelisco (localizado na Praça Monsenhor João Luís)
- Igreja Fonte da Graça Apostólica (iniciada em 1999)
- Coluna da Hora e Cristo Redentor
- Igreja Matriz da Nossa Senhora do Rosário de Russas (iniciada em 1707)
- Igreja Presbiteriana de Russas (inaugurada em 1944)
- Museu Padre Júlio Maria (Colégio Unecim)

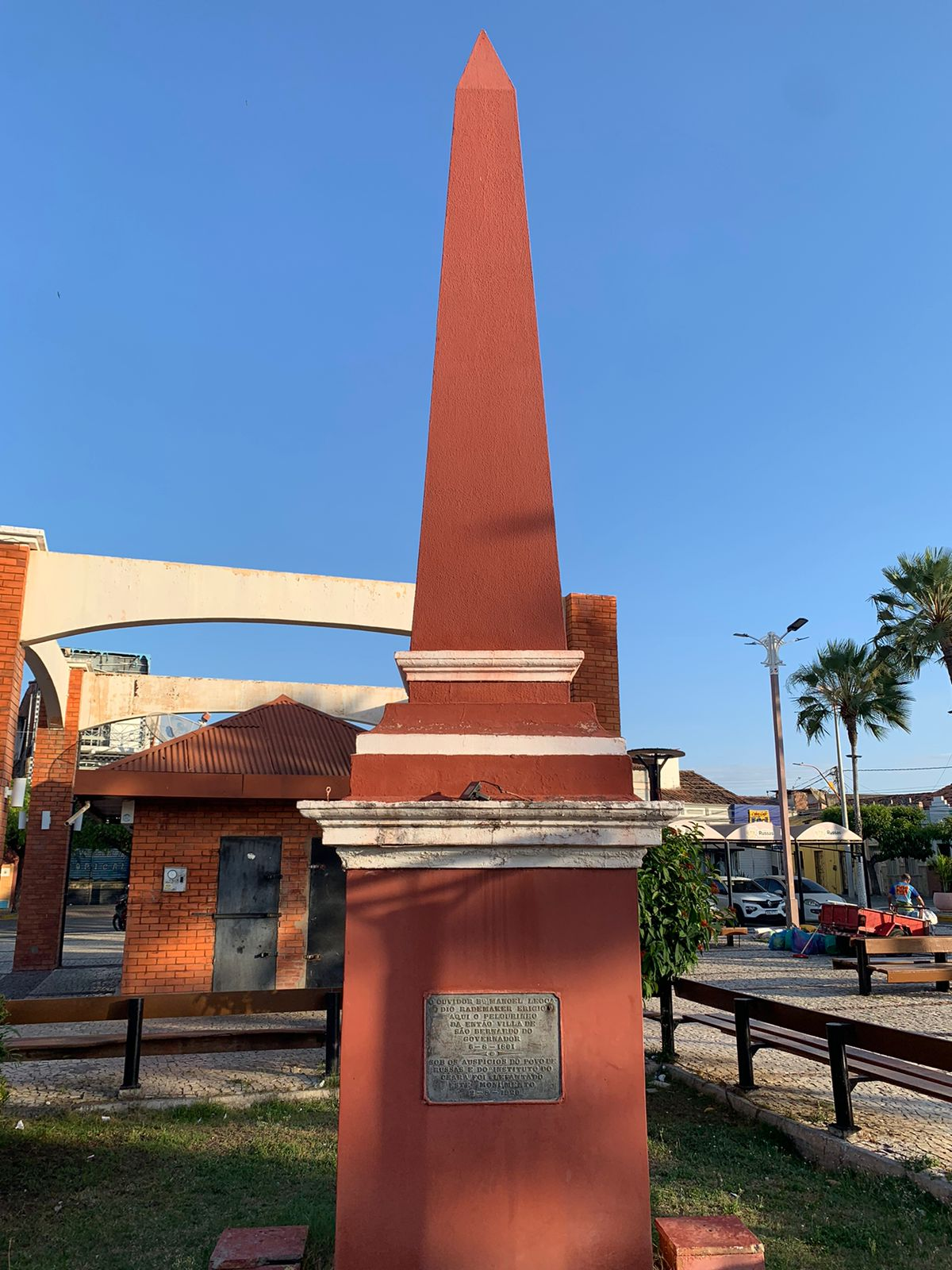
Obelisco

- ObeliscoCentro Cultural Padre Pedro de Alcântara
- Praça da Carnaúba/Estudante (atual Praça Carlos Matos)
- Casa Gondim/Centro histórico da cidade (atualmente Farmácia Galeno)
- Mercado Público José Martins de Santiago
- Centro Municipal de Artesanato (antigo Fórum)
- Sede do 1º Batalhão Militar (Quartel da PM)
- Igreja de São Francisco/Colégio Estadual
- Igreja São Sebastião e busto de Dom Lino Deodato
- Casarão e Farmácia Ramalho
- Mosteiro dos Jesuítas
- Santuário de Nossa Senhora de Fátima
- Igreja de São Bento (Planalto da Bela Vista)
- Associação Atlética e Cultural de Russas - AACR
- Casa Paroquial
- Residência do Padre Edvaldo (com influência da arquitetura italiana moderna)
- Ponte Gov. Virgílio Távora
- Auditório Lino Gonçalves (Colégio UNECIM)
- Residência das Irmãs Cordimarianas
- Biblioteca Municipal Pedro Maia Rocha (Biblioteca Pólo do Governo do Estado do Ceará)
- Memorial da UFC - Campus de Russas (inaugurado em 2024, em alusão à comemoração aos 10 anos da instituição no Município)
- Monumento das éguas russas (Praça Aurino Estácio)
- Beco da Cultura (localizado próximo à Igreja Matriz)

Atrativos naturais
- Ilhota, no Rio Jaguaribe, onde foi rodado cenas do filme "Doce de Coco"
- Bancos de areia
- Balneário das Bombas
- Banho do Pedro Ribeiro
- Açude de Santo Antônio de Russas, próprio para mergulho
- Pedras do Sítio de Baixo/Cipó
- Riacho Araibu
- Lagoa da Caiçara
- Trilha ecológica da caiçara (APP)
- Riacho Araibú
- Serrote da Tapera
- Boqueirão do cesário
- Serra do Vieira

## Política
A administração municipal localiza-se no centro da cidade onde funciona a Câmara Municipal juntamente com a Prefeitura. O Fórum e outras instituição jurídicas, além do Quartel e Delegacia Civil também funcionam na sede.
Russas mantém relações antigas e amigáveis com municípios da região como, Jaguaruana, Limoeiro do Norte, Morada Nova, Palhano e Quixeré além de pólos regionais como Aracati, Canindé, Icó, Iguatu, Quixadá, Quixeramobim, e ainda com Baraúna e Mossoró, no Rio Grande do Norte.

### Sub-regiões
O município de Russas está dividido em sede e seis distritos, sendo eles, Bonhu, Flores, Lagoa Grande, Peixe, São João de Deus e Timbaúba de Nossa Senhora das Dores. 
O município também possui localidades como Jardim de São José, Gracismões, Lagoa dos Cavalos, Santa Teresinha, Sítio de Baixo, Sítio Macapá, Carpina e Passagem de Russas, Ingá, Malhadinha, Sítio Canto, Bom Sucesso, Pau d'arco, Pau Branco, Bento Pereira, Pedro Ribeiro, Poço Verde, Poço Redondo, Lagoinha, Sítio Bandeira e Pedras.

## Comunicação e Imprensa
Dentre os meio de comunicação de Russas, destaca-se o jornal Correio de Russas, cujo primeiro número circulou na cidade em 1941.
Russas é a sede da Rádio Araibu FM (104.9), Rádio Progresso de Russas, Rádio Liderança Vale do Jaguaribe e Rádio SomZoom Sat Vale FM (98,5).

## Educação

### Ensino básico
Russas possui rede de educação infantil, ensino fundamental, ensino médio e ensino profissionalizante.
Russas é sede da 10ª Coordenadoria Regional de Desenvolvimento da Educação, ligada à SEDUC, que abrange, além da referida cidade, outros 12 Municípios. A CREDE-10 exerce, em nível regional, as ações de planejamento, cooperação técnica e financeira, orientação normativa, mobilização, articulação e integração institucional, com objetivo de promover o acesso e a melhoria da qualidade da Educação Básica.
Conforme dados de 2023, o Município conta 33 escolas de educação infantil, 37 escolas de ensino fundamental, 6 escolas de ensino médio e 1 escola de ensino profissionalizante. No ensino público, as principais escolas são o Colégio Estadual Governador Flávio Marcílio, Escola Estadual Manuel Matoso Filho, Escola Estadual de Educação Profissional Jeová Costa Lima, Escola Estadual Walquer Cavalcante Maia e Escola Estadual Maria de Lourdes Oliveira, sendo a última situada no Distrito de Flores.

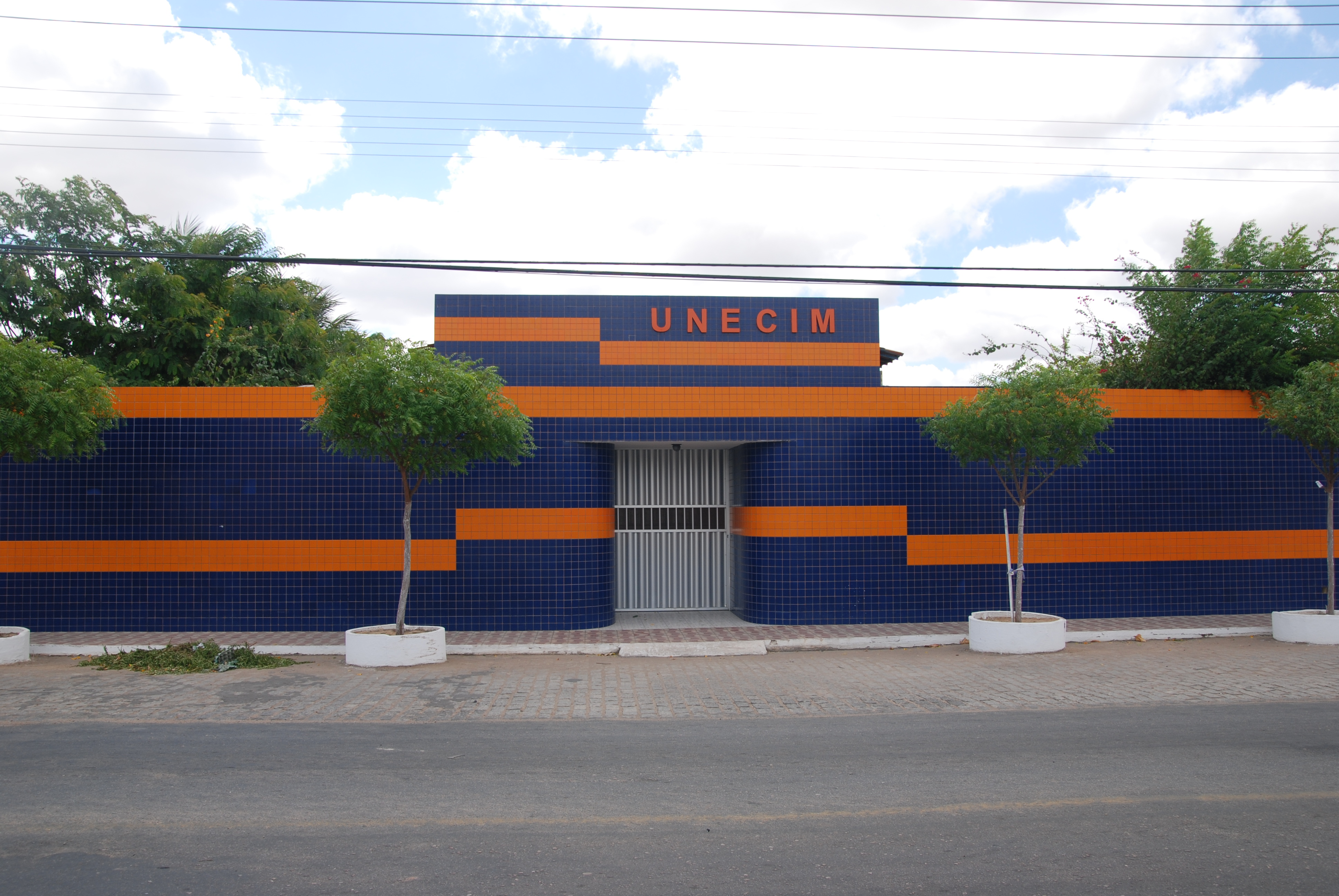
Fachada da UNECIM nas imediações da Avenida Irmã Maria da Graça

Há de ressaltar que o ensino em Russas é reconhecido nacionalmente e regionalmente pela sua qualidade e bons resultados, tanto que, a Escola Profissionalizante sediada no Município foi considerada como a 2ª melhor escola do Ceará.
Em adicional ao ensino público estadual, Russas sedia uma unidade do Centro Cearense de Idiomas (CCI), uma escola de linguagens mantida pelo Governo do Estado que oferta cursos de línguas inglesa e espanhola, com duração de até 3 anos divididos em 6 módulos semestrais, aos alunos dos 8º e 9º anos do ensino fundamental, de ensino médio, de universidades públicas, cursos de nível técnico ou superior do IFCE e estudantes que concluíram o Ensino Médio em até um ano e meio.
No âmbito privado, a escola mais tradicional da cidade é a Unidade Educacional Coração Imaculado de Maria (UNECIM), fundada no ano de 1937 e integrante da Congregação das Filhas do Coração Imaculado de Maria (Rede Cordimarianas de Ensino), sendo também considerada um dos melhores colégios privados da região jaguaribana. Outras instituições de ensino privadas importantes na cidade são a Escola Bezerra de Menezes e o Colégio Novo Mundo.

### Ensino superior

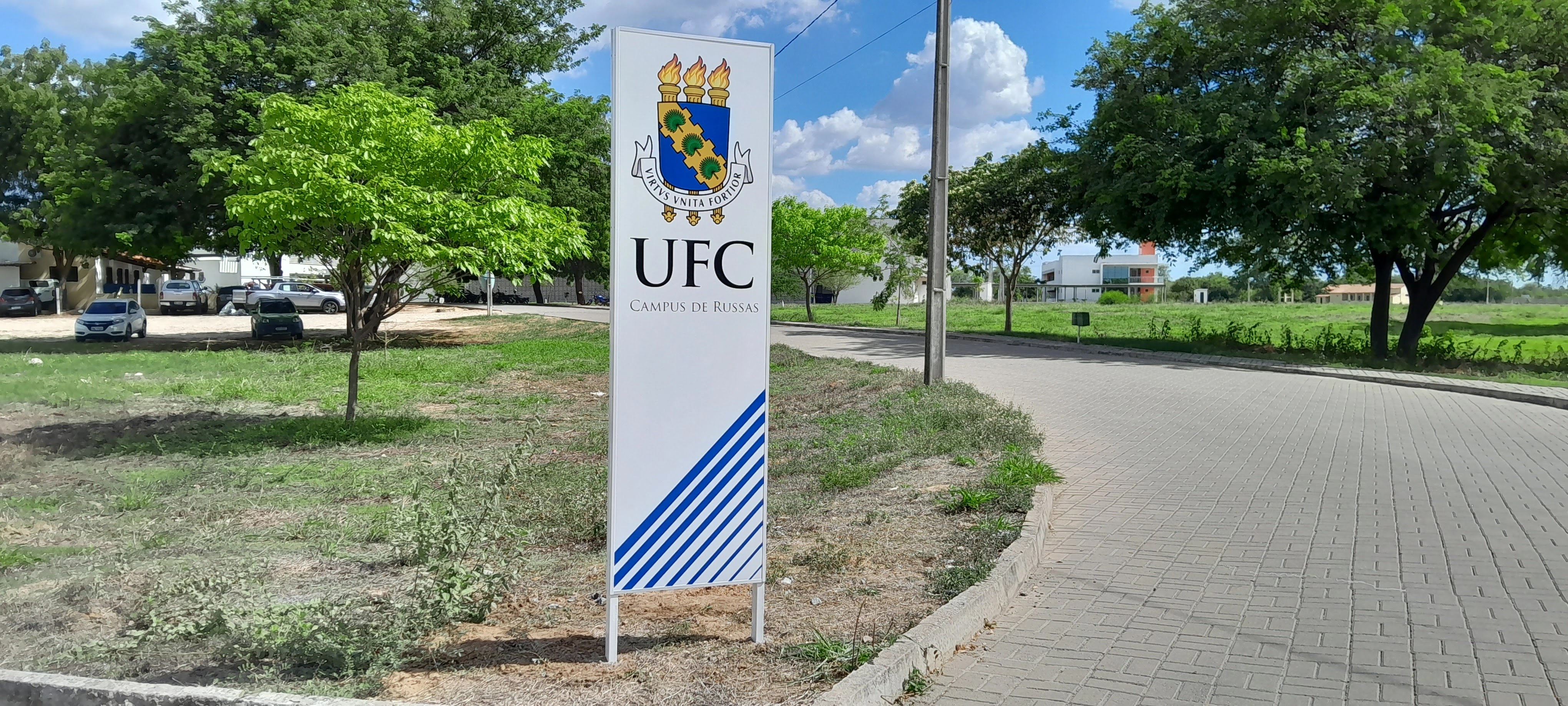
Entrada do Campus

Após uma longa campanha para trazer um Campus Avançado da UFC ao Vale do Jaguaribe, a comunidade jaguaribana conseguiu alcançar seu objetivo em 16 de agosto de 2011, quando a presidente Dilma Rousseff anunciou a criação de quatro novas universidades, a abertura de 47 campi universitários e de 208 unidades dos institutos federais de educação, ciência e tecnologia, sendo oficializada a criação do Campus Avançado da UFC na região. Em 14 de dezembro de 2012, o Campus foi regularizado pela Resolução nº 27/2012 do Conselho Universitário.

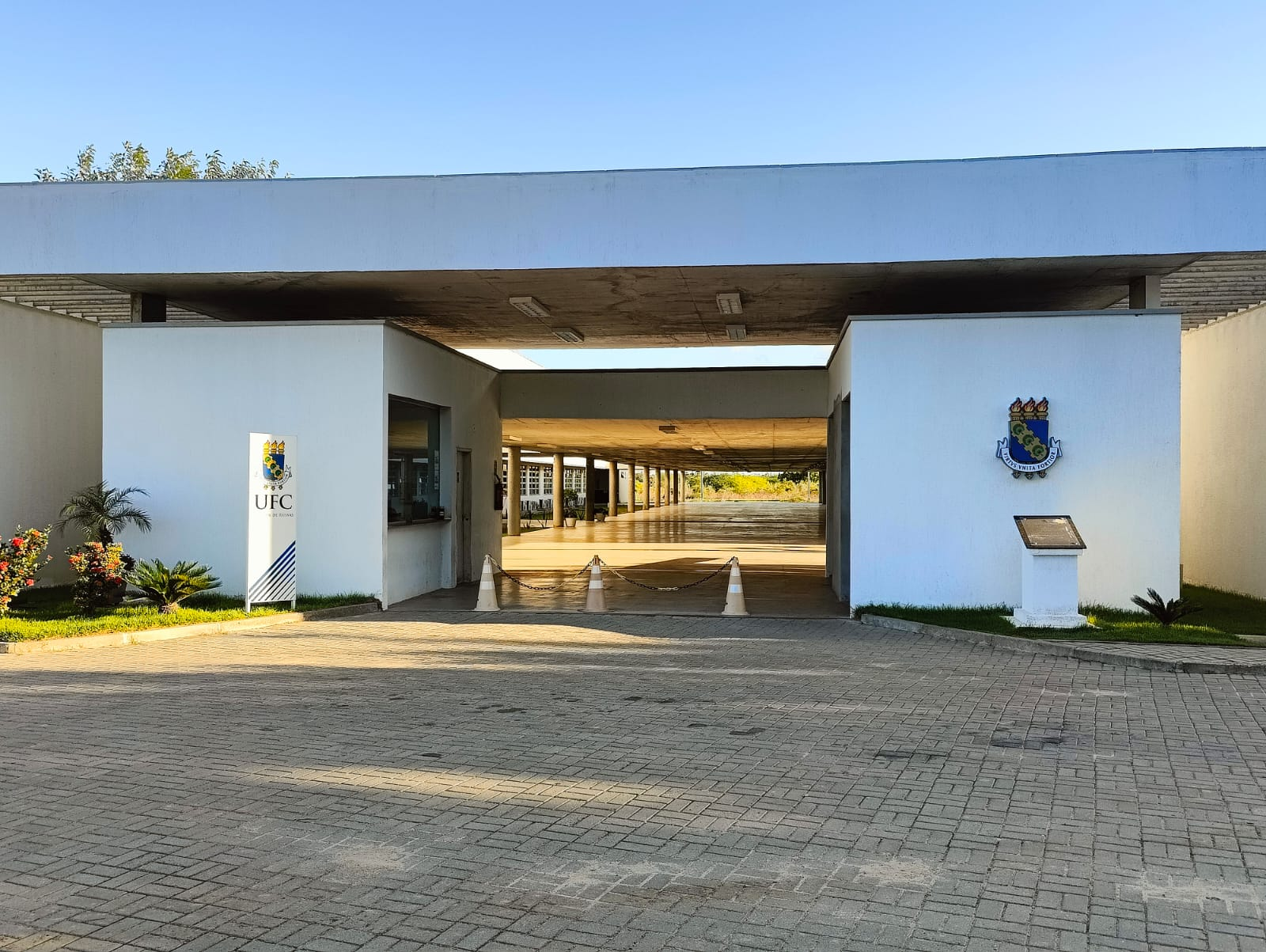
Portaria da Universidade

Em virtude da sua posição central e estratégica, o Município de Russas sedia o Campus do Vale do Jaguaribe da Universidade Federal do Ceará (UFC) desde 4 de agosto de 2014, atendendo aproximadamente 1.400 alunos e apresentando grande impacto na dinâmica social local e regional. A UFC Russas oferta atualmente 5 cursos de graduação: Ciência da Computação, Engenharia Civil, Engenharia de Produção, Engenharia de Software e Engenharia Mecânica e 1 curso de pós-graduação: o Mestrado Acadêmico em Engenharia Civil (Linhas de pesquisa: Materiais Avançados, Construção e Meio Ambiente; Modelagem Computacional e Inteligência Artificial), sendo o primeiro curso de pós-graduação da área no interior do Estado do Ceará.
O Campus está localizado na Rua Felipe Santiago, nº 411, Bairro Cidade Universitária, conta com uma área de 50 hectares, na qual já foram construídas duas Unidades Didáticas, a Biblioteca (BCR/UFC), o Parque Tecnológico (PARTEC), o Condomínio de Empreendedorismo e Inovação (CEI) e o Restaurante Universitário, existindo a previsão de construção de outros blocos didáticos para abrigar os futuros cursos da instituição jaguaribana. O campus possui ainda um prédio no centro da cidade, onde está localizada a Coordenação de Extensão do Campus e os escritórios das empresas juniores dos cursos (Vale J, Include Jr. e Inovale Jr.).
Em 4 de agosto de 2024, o Campus de Russas da Universidade Federal do Ceará completou 10 anos de existência e se consolida como referência na área de ciência, tecnologia, pesquisa, ensino e extensão no Vale do Jaguaribe e em território nacional, haja vista que, além de atender discentes oriundos de Municípios circunvizinhos e outras regiões do Ceará, também atende alunos vindos de outros Estados.

## Saúde
Russas sedia a 9ª Coordenadoria Regional de Saúde – CRES, cuja composição atual corresponde aos Municípios de Jaguaretama, Jaguaruana, Morada Nova, Palhano e Russas. Sendo assim, Russas presta atenção de saúde à uma população aproximada de 200 mil habitantes, somados os seus habitantes com os municípes das cidades vizinhas.
Atualmente, os serviços de saúde são realizados em Postos de Saúde da Família (PSF), no Hospital e Casa de Saúde de Russas (HCSR), no Hospital e Maternidade Divina Providência, na Unidade de Pronto Atendimento (UPA 24h), na Policlínica Regional Dr. José Martins de Santiago, no Centro de Especialidades Odontológicas Dr. Raimundo Xavier de Araújo, no Centro Especializado em Reabilitação Jérria Maria de Araújo Freitas (CER-II), no Centro de Diálise do Vale do Jaguaribe e nas clínicas e nos laboratórios particulares instalados na cidade.
O Hospital e Casa de Saúde de Russas foi fundado em 1969, é uma entidade filantrópica, 100% SUS e se caracteriza como hospital polo da região, oferecendo assistência de saúde mais complexa aos russanos e aos munícipes de municípios vizinhos.
Em 2005, foi fundado o Centro de Diálise e Diagnóstico do Vale do Jaguaribe, que presta relevante atendimento aos pacientes renais dos Municípios da Região, com tratamento de diálise e hemodiálise.
Em 2010, foi inaugurado o Centro de Especialidades Odontológicas de Russas, que oferta seis especialidades: endodontia, próteses dentárias, ortodontia, cirurgias, pacientes com necessidades especiais e periodontia, e presta atendimento nos Municípios atendidos pela 9ª CRES.
Em 2013, foi inaugurada a Policlínica Regional Dr. José Martins de Santiago, que é unidade integrante do SUS, caracterizada como Tipo I, e atende os 5 Municípios da 9ª CRES nas seguintes especialidades médicas: Angiologia, Cardiologia, Dermatologia, Endocrinologia, Ginecologia, Oftalmologia, Otorrinolaringologia, Mastologia, Gastroenterologia, Urologia, Obstetrícia e Ortopedia, e realiza os exames de ultrassonografia, raio X, endoscopia, mamografia e exames laboratoriais.
Em 2014, foi inaugurada a Unidade de Pronto Atendimento de Russas (UPA 24h), que presta atendimento resolutivo e qualificado a pacientes com condições clínicas graves e não graves, além de prestar o primeiro atendimento a casos cirúrgicos e traumáticos, estabilizando os pacientes e conduzindo a avaliação diagnóstica inicial para determinar a conduta adequada, garantindo o encaminhamento dos pacientes que necessitam de tratamento em outras unidades de referência.
Em 2020, foi inaugurado o Centro Especializado em Reabilitação, tipo II (CER-II), que é um ponto da atenção ambulatorial especializada que realiza diagnóstico, tratamento, reabilitação, habilitação, concessão, adaptação e manutenção de tecnologia assistiva.
O Município sedia uma base do SAMU-192 e o Núcleo de Perícia Forense do Estado do Ceará - Regional do Vale do Jaguaribe (PEFOCE).
A PEFOCE Vale do Jaguaribe realiza cobertura a 17 municípios da região, ou seja, mais de 500 mil habitantes. O órgão realiza perícias técnico-científicas no campo da medicina legal, da odontologia forense, de análise laboratorial, no campo da criminalística, da identificação humana e perícias biométricas, no campo da cibernética e em outras áreas de atuação criminal, com vistas à produção de meios de provas, executadas por peritos oficiais, em tempo hábil, demandadas por autoridades policiais ou judiciárias do Estado, com a finalidade de instruir o processo criminal para a elucidação de delitos e contravenções penais, utilizando-se, para tanto, fundamentalmente, de instrumentos técnicos e métodos científicos.
Já a base do SAMU-192 de Russas engloba 6 municípios da região, prestando cobertura a aproximadamente 280 mil pessoas.
Em 2024, foi anunciada pelo Governo Federal, através dos investimentos do novo Programa de Aceleração do Crescimento (PAC), a construção da Oficina Ortopédica do Vale do Jaguaribe em Russas, que servirá como uma unidade de saúde especializada para produção, adaptação e manutenção de dispositivos ortopédicos, como próteses, órteses e outros equipamentos auxiliares, para atender às necessidades de pessoas com deficiência.

## Cultura
Tal como a cidade de Curitiba, Russas integra seus filhos desejosos de preservar a cultura regional numa academia de cultura, para isso contando com a Academia Russana de Cultura e Arte - ARCA. Dentre as várias manifestações populares, as tradicionais congadas, as cavalhadas, o carnaval cultural de rua (pioneiro na região) e do bumba-meu-boi dos quais se destacaram no âmbito estadual o Boi Pai do Campo e o Bumba-meu-boi Russano da localidade rural de São João de Deus. Um fato marcante da vida social e cultural da cidade é a presença de várias bandas e grupos musicais que animam as principais festividades da região.

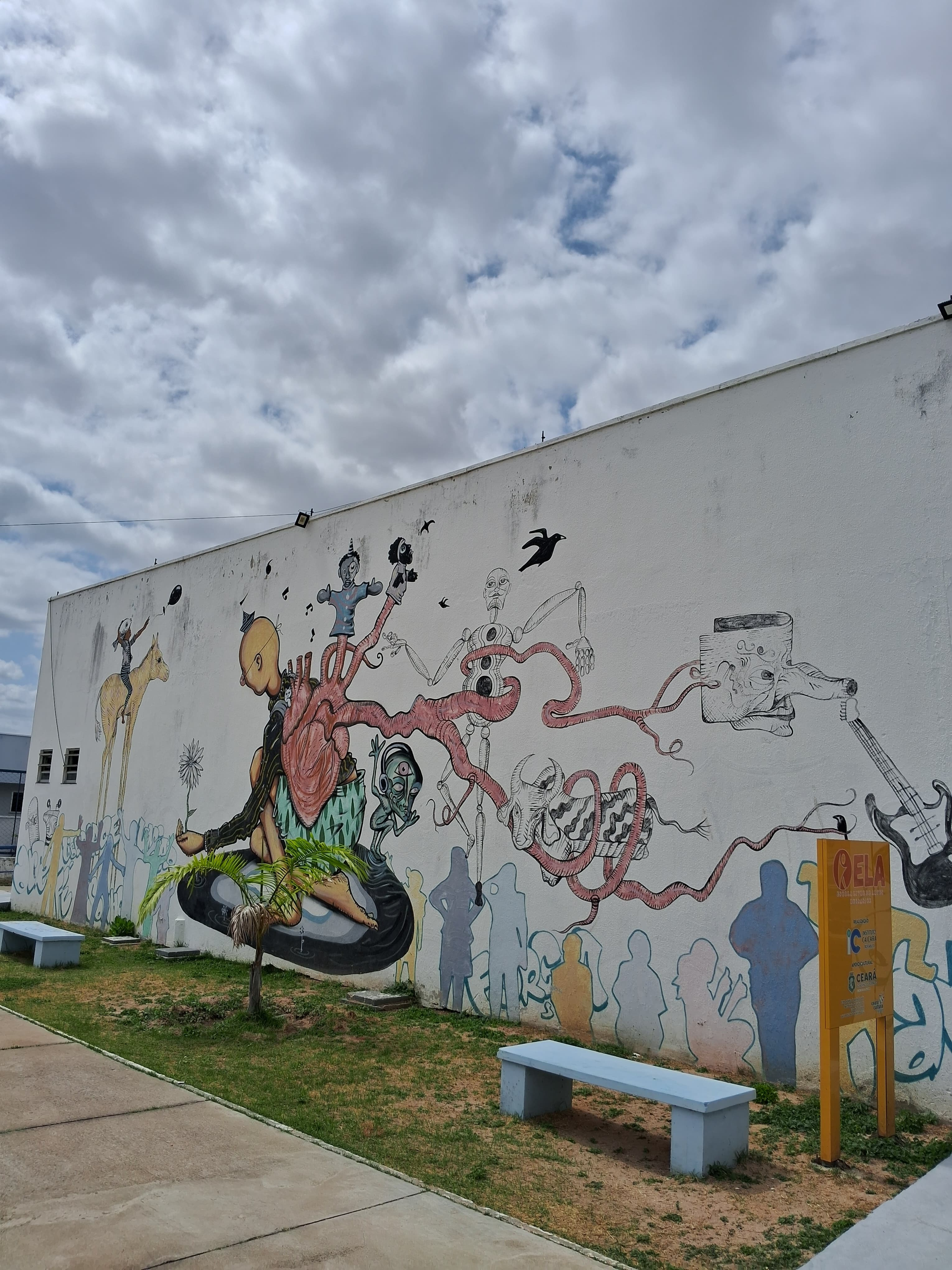
Mural de arte em grafite do Céu das Artes

A Banda Municipal Maestro Orlando Leite é considerada uma das melhores bandas de músicas do estado do Ceará.[carece de fontes?]

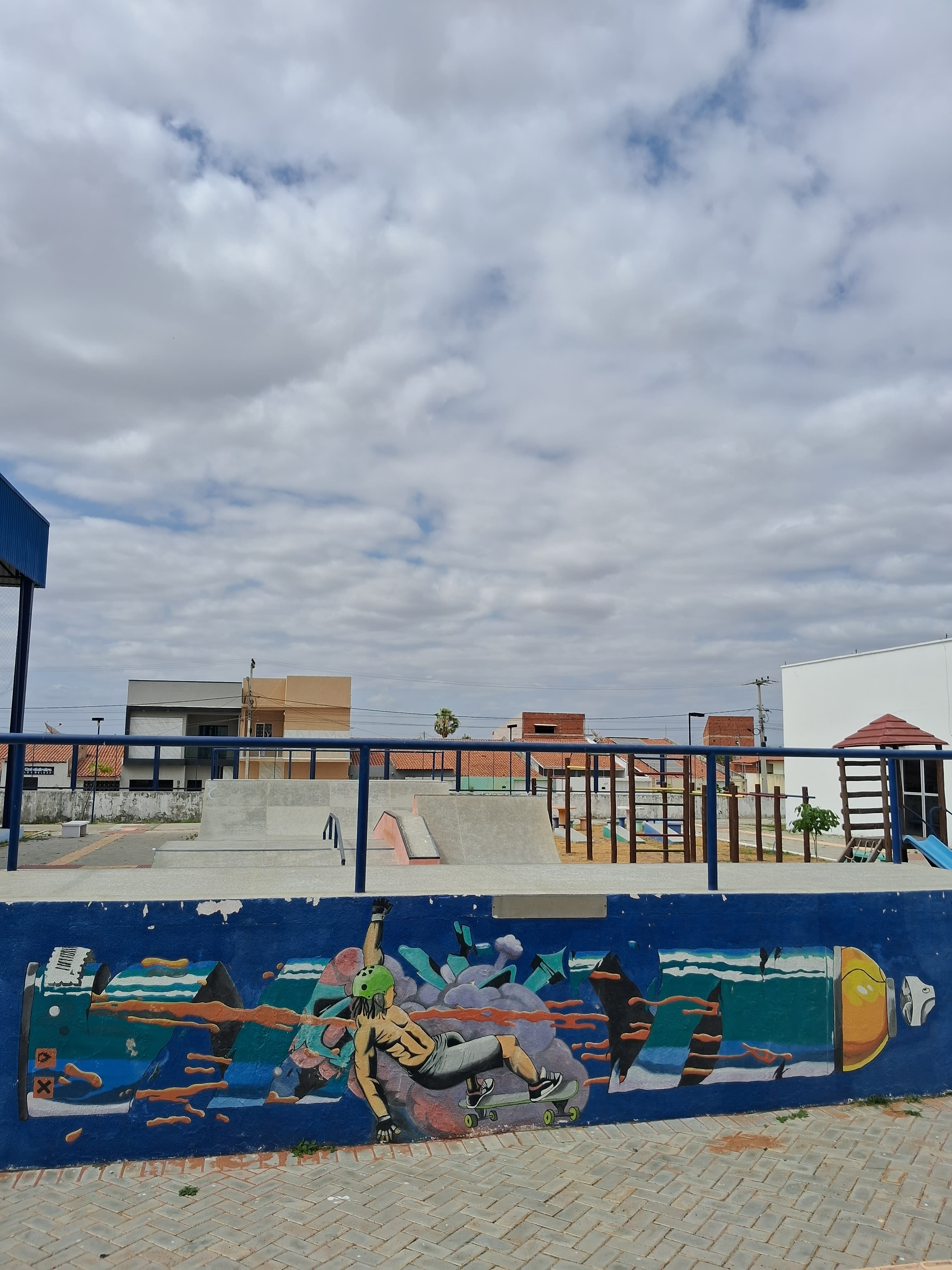
Pista de skate do Céu das Artes em Russas

Russas conta com uma companhia de teatro, a OFICARTE Teatro & CIA, uma associação cultural sem fins lucrativos fundada em 4 de julho de 1990, que é referência cultural na região jaguaribana e gestora do Galpão das Artes, um espaço cultural multifuncional voltado para aulas de artes, apresentações de artes cênicas e shows musicais de pequeno porte.
O Município conta com um Centro de Artes e Esportes Unificados (CEU das Artes), um projeto que faz parte do Programa de Aceleração do Crescimento (PAC) e que integra atividades socioculturais, socioassistenciais, recreativas, esportivas, de formação e de qualificação. Situado no Bairro da Lagoa do Toco e com área de 3.000m², o CEU conta com cineteatro, biblioteca, telecentro, salas multiuso, pistas de skate e caminhada, quadras esportivas e outros atrativos. Em 2024, foi inaugurada, ao lado do CEU, a Praça Mais Infância, que ocupa uma área de 5.689m² e possui praça de acolhida; brinquedopraça; academia ao ar livre, pergolado e espirobol; quadra poliesportiva; pista de skate; além de apresentar projeto de paisagismo e urbanização.
Ainda no âmbito da música, a cidade abriga conjuntos de forró, chorinho, MPB, pagode, axé, pop, rock, dentre outros. Russas se tornou sede do Festival Brasileiro de Cinema do Vale do Jaguaribe. Nos últimos anos, Russas tem se destacado também no cinema, com a criação do CINEJAGUAR e a produção de películas do diretor russano Allan Deberton, que foi responsável por dirigir e produzir os filmes Doce de Coco e Pacarrete.
O curta-metragem Doce de Coco foi gravado na Ilhota do Rio Jaguaribe e lançado em 2010, tendo sido aclamado pela crítica e angariado prêmios no V Festival Nacional de Cinema e Vídeo dos Sertões, Festival de Cinema Feminino da Chapada dos Guimarães, VI Festival Aruanda de Cinema Brasileiro, 8º Festival de Cinema de Maringá, 21º Festival Ibero-americano de Cinema, 5º Festival Cinema com Farinha, entre outros.
O filme Pacarrete, que trata sobre uma bailarina profissional e professora de dança, educação artística e educação física, mas que passou suas últimas décadas de vida tida como louca, levou Russas ao mundo, posto que sua história e atuações foram recebidas com aclamação pela crítica especializada e pelo público e angariou prêmios importantes no Festival de Cinema de Gramado, Los Angeles Brazilian Film Festival, Prêmio Guarani, Festival SESC Melhores Filmes, no Grande Prêmio Cinema Brasileiro, entre outros.

### Principais eventos
- Semana do Município - SEMUR - aniversário de emancipação política em 6 de agosto de 1801;
- Festa da Padroeira - Nossa Senhora do Rosário - 7 de outubro;
- Festa de São Sebastião e da Libertação dos Escravos em Russas - segunda quinzena de janeiro;
- Festa do Radialista;
- Festa do Reencontro;
- CarnaRussas - Micareta realizada no mês de novembro;
- Festival Junino de Quadrilhas do Vale do Jaguaribe - Russas Junino;
- Festa de Timbaúba de Nossa Senhora das Dores;
- Semana Espírita de Russas - SER (entre a segunda e a terceira semana de julho);
- Encontro Cultural Russano;
- Russas Para Cristo;
- Festival do Beija-Flor;
- Semana da Consciência Negra;
- Festival de Teatro do Vale do Jaguaribe (FESTVALE);
- Marcha para Jesus;
- Vinde e Vede - evento da Renovação Carismática Católica de Russas;
- Semana de Inclusão Digital - realizada pelo Projeto Ação Digital - PAD;
- Encontros Gospel - Igreja Fonte da Graça Apostólica;
- Encontro de Bandas de Música;
- Semana de Engenharia de Software e Ciência da Computação (SESCOMP), ligada à UFC - Campus de Russas, com intuito de promover e incentivar a troca de experiências entre alunos, professores, profissionais e a comunidade jaguaribana;[48]
- Semana das Engenharias de Russas (SER), ligada à UFC - Campus de Russas, evento organizado pelos acadêmicos de Engenharia de Produção, Engenharia Mecânica e Engenharia Civil, que explora engenharia, empreendedorismo, tecnologia e inovação, com o objetivo de catalisar mudanças impactantes e positivas na comunidade acadêmica do Vale do Jaguaribe;[49]
- Encontros Universitários da UFC - Campus de Russas, que têm como objetivo principal divulgar as atividades acadêmicas de ensino, pesquisa e extensão desenvolvidas no Campus, promovendo a integração e a troca de experiências entre a comunidade acadêmica jaguaribana, a fim de favorecer a criação de novos projetos e o desenvolvimento de projetos já implementados, além de desenvolver novas habilidades e competências para os estudantes que apresentarão trabalhos.

## Órgãos e serviços públicos e privados
Além do poder público municipal, a população russana e os municípios circunvizinhos contam com os serviços públicos prestados pelos seguintes órgãos e entidades:
- Universidade Federal do Ceará (UFC);
- Instituto Nacional do Seguro Social (INSS);
- Polícia Rodoviária Federal (PRF);
- Departamento Nacional de Infraestrutura de Transportes (DNIT);
- Receita Federal;
- Empresa Brasileira de Correios e Telégrafos;
- 9ª Zona Eleitoral do TRE/CE;
- Unidade de Pronto Atendimento (UPA 24h);
- Centro de Atenção Psicossocial - CAPS II;
- Centro de Referência Especializado de Assistência Social;
- Centro de Referência Especializado de Assistência Social Rural (Distrito de Flores);
- Centros de Artes e Esportes Unificados (CEU das Artes);
- Casa do Trabalhador (SINE);[50]
- Coordenadoria Regional de Desenvolvimento da Educação (CREDE-10);
- Centro Cearense de Idiomas (CCI);
- Delegacia Regional de Polícia Civil de Russas;
- Primeiro Batalhão de Polícia Militar;
- Departamento Estadual de Trânsito (DETRAN);
- Serviço de Atendimento Móvel de Urgência (SAMU 192);
- Célula de Execução da Administração Tributária da Secretaria da Fazenda do Ceará (SEFAZ);
- Núcleo Regional da Junta Comercial do Ceará (JUCEC);
- Perícia Forense do Estado do Ceará - PEFOCE da Região do Vale do Jaguaribe;
- Policlínica da Microrregião de Russas;
- Centro de Especialidades Odontológicas;
- Varas da Justiça Estadual;
- Promotorias de Justiça do Ministério Público do Estado do Ceará - Sede da 4ª Unidade Regional;
- Defensoria Pública do Estado do Ceará;
- Empresa de Assistência Técnica de Extensão Rural do Ceará (EMATERCE);
- Sistema Integrado de Saneamento Rural (SISAR);
- Banco do Brasil;
- Caixa Econômica Federal;
- Banco do Nordeste;
- Banco Bradesco;
- Banco Santander;
- Banco Cooperativo SICREDI;
- Câmara dos Dirigentes Lojistas.